# Бен Баррес
Бен Баррес (народжений Барбара Баррес) — американський нейробіолог, відомий дослідженнями клітин глії в нервовій системі. Член Національної академії наук США. Трансгендер, змінив стать у 1997 році.

## Біографія
Барбара Баррес народилася у штаті Нью-Джерсі, її батьки не мали вищої освіти. В родині було ще троє дітей.
Барбара Баррес з дитинства цікавилася природничими науками та математикою. Це спонукало її поступити до Массачусетського технологічного інституту, де вона отримала ступінь бакалавра.
Закінчила Дартмутський коледж 1979 року, здобувши ступінь доктора медицини. Далі проходила резидентуру з нейрології в медичній школі Корнелльського університету. 
Навчалася в докторантурі медичного факультету Гарвардського університету в лабораторії Девіда Корі (англ. David Corey). Постдокторантські дослідження здійснював у 1990-1993 роках в Університетському коледжі Лондона в лабораторії Мартіна Раффа. 
Власну лабораторію отримала 1993 року в відділі нейробіології медичного факультету Стенфордського університету. У 2008 році Баррес очолив відділ.
У 1997 році пройшла операцію зі зміни статі.
2013 року обраний до Національної академії наук США.
У 2015 році в Барреса був діагностований рак підшлункової залози. Він помер від раку в грудні 2017 року.

## Науковий внесок
Докторська дисертація Баррес була присвячена катіонним каналам гліальних клітин. На той час ними мало хто цікавився, тому Барбара власноручно розробляла підходи, що дозволяли розділити різні підтипи глії за допомогою антитіл.
Постдокторські дослідження стосувалися методів відокремлення гліальних клітин від інших клітин мозку, зокрема Баррес вдалося довести, що олігодендроцити потребують контактів з іншими клітинами для виживання. Баррес показала механізм контролю кількості олігодендроцитів при розвитку сітківки ока та їх ролі в утворенні синапсів між нейронами.
Одним з великих відкриттів лабораторії Барреса стало виявлення «реактивних астроцитів», або астроцитів класу A1, які викликають реакцію запалення в нервовій системі, та характеристика механізмів їх активації.

## Громадська активність
Після операції зі зміни біологічної статі Баррес звернув увагу на те, як змінилося ставлення людей до нього. Зокрема після однієї з доповідей він випадково почув коментар з аудиторії, автор якого стверджував, що Бен виступає й веде дослідження краще, ніж його сестра Барбара, не усвідомлюючи, що це одна й та сама особа. Це дозволило йому порівняти відчуття людини, що перебуває в гендерних ролях жінки й чоловіка. Звідси в Барреса з'явилася необхідність боротися за рівність прав і можливостей, незалежно від статті та інших ознак.
Баррес у багатьох публічних виступах приділяв 5-10 хвилин проблемам гендерної рівності та статевих переслідувань. При цьому, він робив це посередині виступу, а не у вступі чи наприкінці.
У відповідь на виступ президента Гарвардського університету Ларрі Саммерса, в якому той заявив, що низька кількість жінок у науці пов'язана з їхніми внутрішніми особливостями, Баррес надрукував статтю в журналі «Nature», де навів приклади досліджень та власного досвіду щодо дискримінації жінок у науковому товаристві. Своїми виступами він привернув увагу до цієї проблеми.